# Andrew McMahon
Andrew Ross McMahon (n. el 3 de septiembre de 1982) vocalista, cantante, pianista y compositor estadounidense. Es el vocalista, pianista y líder de las bandas de rock Something Corporate y Jack's Mannequin.

## Carrera
Andrew McMahon es el cantautor, pianista y escritor principal de las bandas Something Corporate y Jack's Mannequin. Andrew nació el 3 de septiembre de 1982 en Lexington, Massachusetts, y toca el piano desde que tenía ocho años. Él vivió brevemente en Nueva Jersey y en 1991 se trasladó a Bexley, Ohio, donde asistió a la Escuela Primaria Cassingham y para los cursos 5º y 6º se convirtió en una leyenda local mediante la realización de solos de piano antes de que aprendiera a leer música. La familia de Andrew se mudó con frecuencia porque su padre trabajaba en el comercio minorista. Alrededor de 4º grado, se mudaron a California para apoyar a la familia de su madre después de la pérdida de su hermano. La muerte tenía un gran impacto en la familia, y Andrew incluso tiene un tatuaje en su antebrazo en la memoria de su tío. La familia se trasladó más veces, pero finalmente volvieron de nuevo a California cuando Andrew comenzaba octavo. Andrew se describe a sí mismo como "pudgy, outgoing, artist little kid". Vivió en la casa de su tía, porque las cosas estaban difíciles para la familia McMahon, quienes aprendieron rápidamente lo fácil que podían perderlo todo. A pesar de que vivía en la costa oeste, todavía se consideraba un "niño Medio Oeste" en el corazón. Él hizo un amigo en la secundaria que lo llevó a muchos conciertos de rock punk. Él nunca creyó encajar, y ciertamente nunca pensó que podría desempeñar este tipo de música, especialmente en el piano. Asistió a Dana Hills High School en el Condado de Orange, California, e inició su primera banda aquí con sus amigos de la escuela secundaria y compañeros de banda Something Corporate futuro Kevin "Clutch" Page en el bajo y Brian Irlanda en la batería, en 1997. A pesar de que ganó una batalla local del concurso de bandas, que pronto se disolvió. McMahon fue a grabar la auto-liberado del mismo nombre de cuatro pistas del CD demo Andrew McMahon con la ayuda de varios de sus amigos, incluyendo al guitarrista Josh Partington, a quien había conocido su segundo año en la escuela secundaria. Acompañados por el guitarrista rítmico Rubén Hernández (que más tarde fue sustituido por William Tell), el quinteto formado el piano Algo banda de rock de la empresa en 1998.
Something Corporate es una banda de rock que surgió a principios de los años 1999 de Orange County, California. Mientras ellos definen su música como piano rock, la industria los ha puesto entre los géneros del pop y el punk.
El nombre de la banda es una ironía por parte de los miembros de la banda a los artistas empaquetados de la industria. No sólo creen que la música estaba bajo un control corporativo pero que a los músicos sólo les importaba hacer dinero. 
En septiembre de 1998, el vocalista/pianista Andrew McMahon, el bajista Kevin «Clutch» Page, y el baterista Brian Ireland, antiguos miembros de Left Here, que se combinaron con el guitarrista principal, Josh Partington y el guitarrista rítmico Reuben Hernández para formar Something Corporate. En el 2000, publicaron independientemente un demo, llamado Ready… Break, a la vez que anunciaron el reemplazo de Hernández por William Tell. 
Durante el verano del 2004, la banda estaba cansándose de pasar los años de gira, y decidieron tomar un descanso. Durante el descanso, el guitarrista Josh Parlington formó la banda Firescape y grabó el EP de cinco canciones Rearden’s Conscience en el 2005. El cantante principal Andrew McMahon, grabó un álbum solista, Everything in Transit bajo el nombre Jack’s Mannequin, el cual contó con el baterista Tommy Lee, de Mötley Crüe en siete de once canciones. El día que se terminó de grabar el disco, Andrew fue diagnosticado con leucemia. El 23 de agosto de 2003, fecha en la que salió el álbum para la venta, se le realizó un trasplante de médula ósea.
La guitarra y el piano se destacan como la base de la música que proyectan. En sus canciones encontramos a menudo influencias de otros artistas tales como Jimmy Eat World y Jets to Brazil.
Actualmente, Something Corporate se puede decir que se encuentra en ‘animación suspendida’. McMahon le comentó a la Associated Press en enero que se encuentra más cargado nostalgicamente que cargado creativamente, refiriéndose a una posible reunión de la banda. Igualmente, en una entrevista en febrero para el Lansing State Journal, Andrew dice que Si es por realizar un tour completo en el sentido clásico, no veo eso ocurriendo. Pero todos somos grandes amigos, y sí nos veo grabando material nuevo y hacer algunos conciertos. Los fanes nos han ayudado mucho y son tan gran parte de nuestras vidas que me sentiría horrible no darles aunque sea un poco.

## Discografía en solitario
- Andrew McMahon (1999)